# القرن 8
القرن الثامن هو الفترة الزمنية الممتدة من اليوم الأول لعام 701 إلى اليوم الأخير من عام 800 حسب التقويم الميلادي.
| عقد 690 | 690 | 691 | 692 | 693 | 694 | 695 | 696 | 697 | 698 | 699 |
| عقد 700 | 700 | 701 | 702 | 703 | 704 | 705 | 706 | 707 | 708 | 709 |
| عقد 710 | 710 | 711 | 712 | 713 | 714 | 715 | 716 | 717 | 718 | 719 |
| عقد 720 | 720 | 721 | 722 | 723 | 724 | 725 | 726 | 727 | 728 | 729 |
| عقد 730 | 730 | 731 | 732 | 733 | 734 | 735 | 736 | 737 | 738 | 739 |
| عقد 740 | 740 | 741 | 742 | 743 | 744 | 745 | 746 | 747 | 748 | 749 |
| عقد 750 | 750 | 751 | 752 | 753 | 754 | 755 | 756 | 757 | 758 | 759 |
| عقد 760 | 760 | 761 | 762 | 763 | 764 | 765 | 766 | 767 | 768 | 769 |
| عقد 770 | 770 | 771 | 772 | 773 | 774 | 775 | 776 | 777 | 778 | 779 |
| عقد 780 | 780 | 781 | 782 | 783 | 784 | 785 | 786 | 787 | 788 | 789 |
| عقد 790 | 790 | 791 | 792 | 793 | 794 | 795 | 796 | 797 | 798 | 799 |
| عقد 800 | 800 | 801 | 802 | 803 | 804 | 805 | 806 | 807 | 808 | 809 |

شهد هذا القرن فتوحات الدولة الأموية بدء من الفتح الإسلامي لإسبانيا بقيادة طارق بن زياد وهزيمة القوط الغربيين. وفتح بلاد السند بقيادة محمد بن القاسم الثقفي وفتح بلاد ما وراء النهر بخاري وسمرقند وكابل ثم كشغر داخل حدود الصين بقيادة بقيادة قتيبة بن مسلم. شهد أيضا سقوط دولة الخلافة الأموية وتأسيس دولة الخلافة العباسية.
وفي مملكة الفرنجة الانقلاب على السلالة الميروفنجية وتأسيس السلالة الكارلونجية التي قامت بتوسعات غرب أوروبا في خطوة لإنشاء إمبراطورية الفرنجة.
في اليابان شهد بداية فترة نارا في بداية القرن وبداية فترة هييآن في آخر القرن.

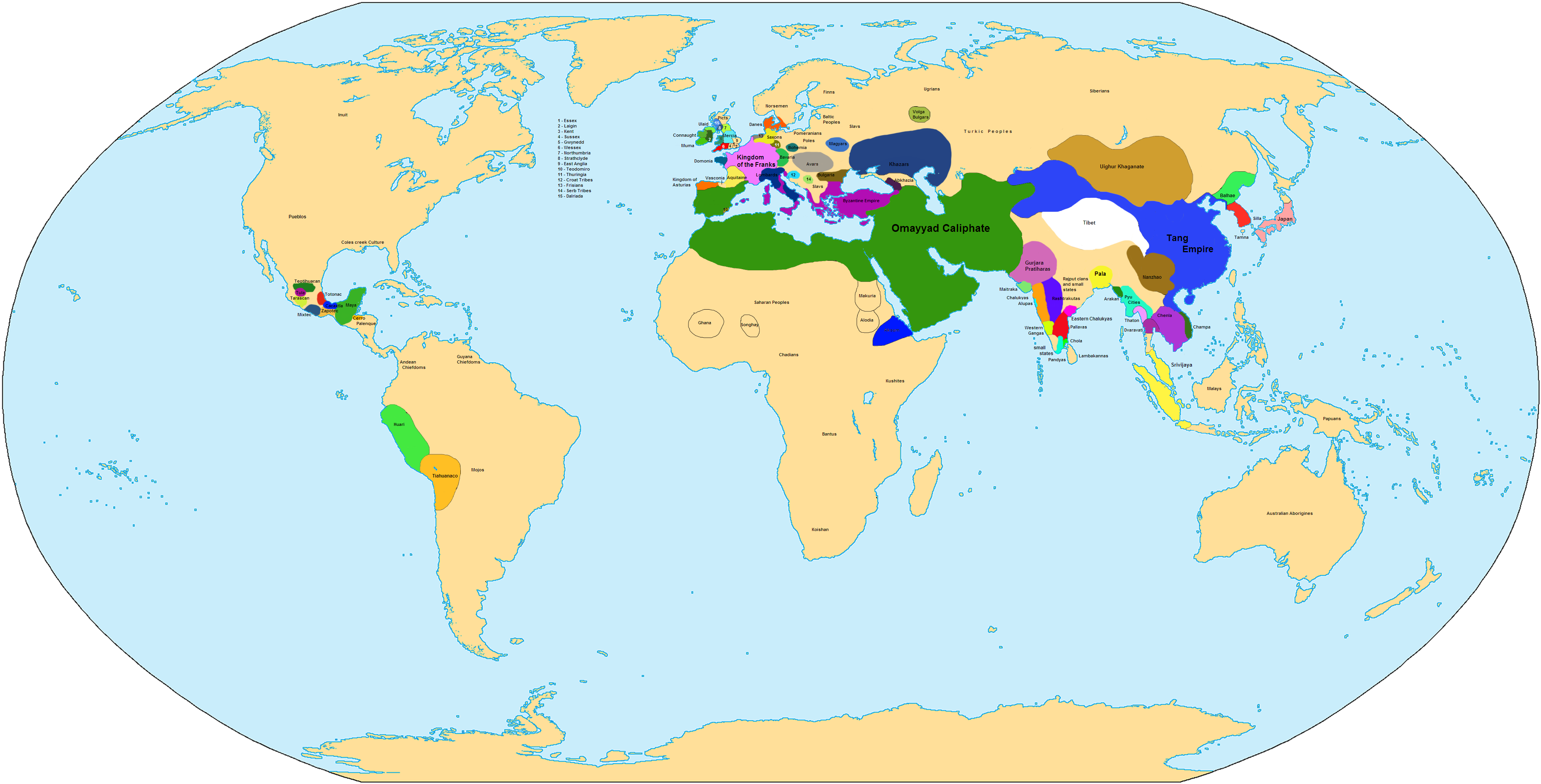
خريطة لدول العالم في سنة 750م

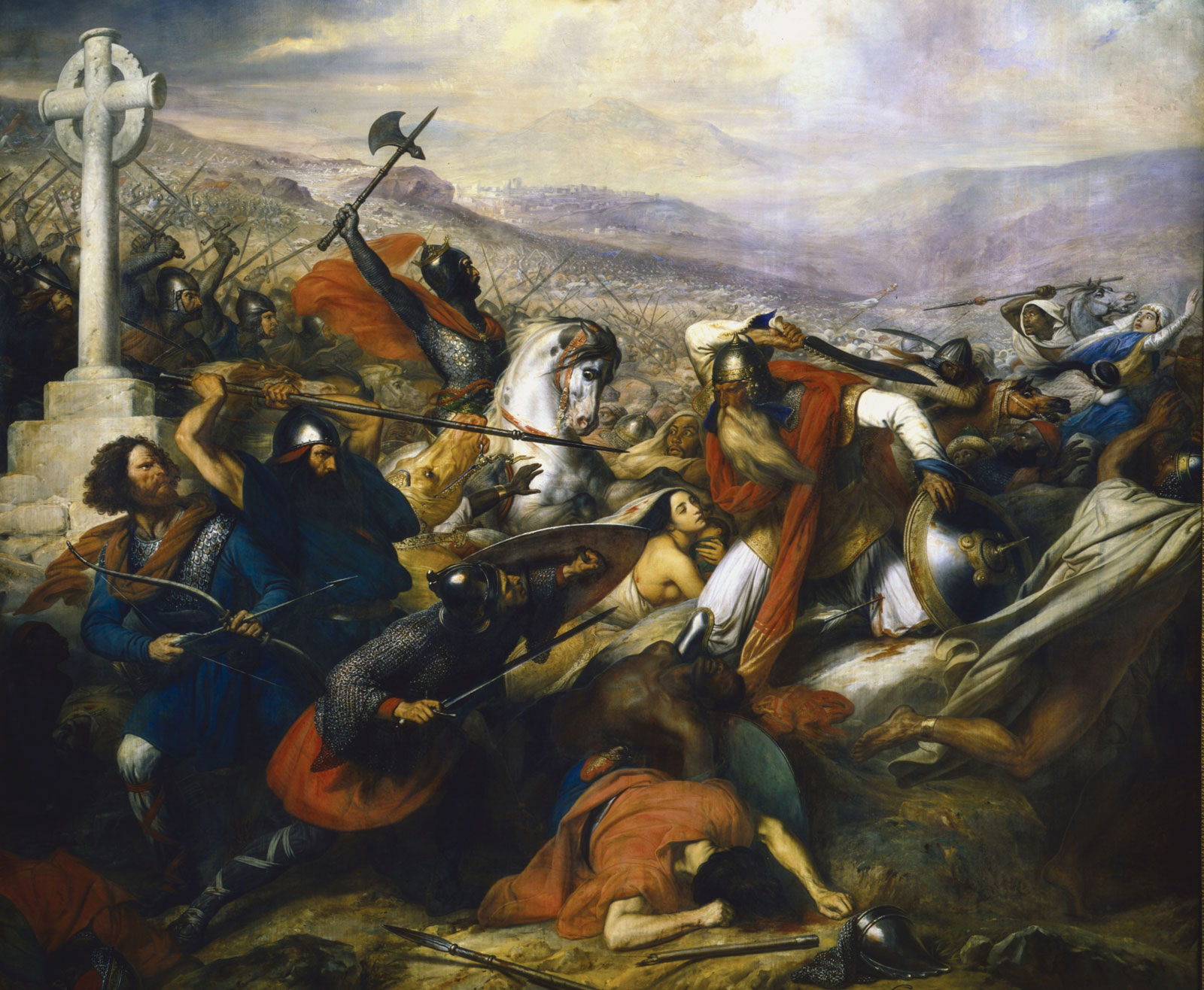
رسم تخيلي لمعركة بلاط الشهداء إحدى معارك القرن الثامن

## أحداث
- 701 سن قانون تايهو ريتسوريو في أواخر فترة أسوكا باليابان.
- 705 الٳطاحة بالٳمبراطورة وو شتيان، لتكون الإمبراطورة الأولى والوحيدة في الصين.
- 705 وفاة الخليفة الأموي عبد الملك بن مروان وخلفه ابنه الوليد بن عبد الملك.
- 705 أجبر جستنيان الثاني على منح لقب قيصر بيزنطة للإمبراطور البلغاري ترفيل.
- 708 هزيمة جستنيان الثاني من طرف البلغار في معركة أنشيالوس.
- 708 بداية فتح السند من طرف الأمويين.
- 710 بداية فترة نارا في اليابان حيث انتقل البلاط الإمبراطوري من فوجيوارا إلى نارا في عهد الأمبراطورة الرابعة والاربعين جينمي.
- 711 بدء الفتح الإسلامي لأسبانيا عندما عبر جيش الدولة الأموية بقيادة طارق بن زياد المضيق إلى شبه جزيرة إيبيريا فهزم القوط الغربيين وقتل الملك القوطي رودريك.
- 711 تمكن جيش الدولة الأموية بقيادة محمد بن القاسم الثقفي بفتح اقليم السند في ديسمبر.
- 712 بدأ عهد اللومبارد بالتعافي مع ليوتبراند ملك اللومبارد الذي تمكن من استعادة السيطرة على سبوليتو  وبينيفينتو واستفاد من الخلافات بين البابا وبيزنطة بشأن تقديس الايقونات فضم إكسرخسية ربنة مركز السلطة البزنطية في روما.
- 712 تم إنشاء الكرسي الأسقفي المتروبولي من قبل كنيسة الشرق في العاصمة الصينية تشانغآن.
- 712 بداية فترة حكم شوانزونغ إمبراطور تانغ في الصين.
- 714 واصل جيش الخلافة الأوموية بقيادة قتيبة بن مسلم فتوحاته في بلاد ماوراء النهر ففتح بخاري وسمرقند وكابل ثم كاشغر داخل حدود الصين.
- 713 وفاة داجيان هيوننج، البطريرك السادس والأخير لبوذية تشان.
- 715 قامت قوات ثيمة (مقاطعة) اوبسيكيون بثورة ضد الإمبراطور البزنطي أناستاسيوس الثاني وبعد حصار دام ستة أشهر دخلوا القسطنطينية ونصبوا ثيودوسيوس الثالث إمبراطورا.
- 715 وفاة الخليفة الأموي الوليد بن عبد الملك وخلفه أخيه سليمان بن عبد الملك.
- 717 فتح جيش الخلافة الأموية بقيادة يزيد بن المهلب جرجان وطبرستان ودهستان.
- 717 بعد أغارة البزنطيين على ساحل حمص حاصر جيش الخلافة الأموية القسطنطينية.
- 717 قام ليون الإيساوري بانقلاب على الإمبراطور البزنطي ثيودوسيوس الثالث وتوج إمبراطورا بيزنطيا باسم ليون الثالث في مارس.
- 717 وفاة الخليفة الأموي سليمان بن عبد الملك وخلفه ابن عمه عمر بن عبد العزيز.
- 718 اضطر جيش الخلافة الأموية لرفع الحصار الثاني عن القسطنطينية في أغسطس بعد مقاومة شديدة من القوات البيزنطية-البلغارية المشتركة وتوقف تقدم المسلمين تجاه جنوب شرق أوروبا.
- 718 أسس القائد القوطي بلايو مملكة أستورياس في الركن الشمالي الغربي لإيبيريا ومنها نبتت نواة دولة إسبانيا المسيحية التي أخذت تنمو وتتسع حتى سيطرت على جميع المناطق الشمالية.
- 718 أرسل إندرافارمان ملك سريفيجايا رسالة إلى الخليفة عمر بن عبد العزيز من الخلافة الأموية في دمشق، ليكون أول اتصال رسمي إندونيسي مع العالم الإسلامي في الشرق الأوسط.
- 720 وفاة الخليفة الأموي عمر بن عبد العزيز وخلفه يزيد بن عبد الملك.
- 724 وفاة الخليفة الأموي يزيد بن عبد الملك سنة 724م. وخلفه أخيه هشام بن عبد الملك.
- 726 ظهور حركة دينية مناهضة للايقونات (الصور والتماثيل والرسومات داخل الكنائس)، بحيث دمر الإمبراطور البيزنطي ليو الثالث الإيساوري أيقونة المسيح فوق باب الدولة بالقسطنطينية.
  - 732 واصل جيش الخلافة الأموية التقدم بعد السيطرة على معظم إيبيريا حتى وصلوا وسط فرنسا وغرب سويسرا. لكنه هـُزم في معركة بلاط الشهداء في أكتوبر أمام قائد الفرنجة شارل مارتل.
- 732 تأسسيس سلالة سنجايا الحاكمة لمملكة ماتارام في هذا الوقت تقريبًا وفقًا لنقش كانجال.
- 738 إعلان استقلال كيوريجوا عن مملكة كوبان أحد ممالك حضارة المايا.
- 740 انتصار البيزنطيين في معركة أفيون قره حصار ضد قوات الخلافة الأموية.
- 741 وفاة الأمبراطور البزنطي ليون الثالث في يونيو وخلفه ابنه قسطنطين الخامس.
- 743 وفاة الخليفة الأموي هشام بن عبد الملك في فبراير وخلفه ابن أخيه الوليد بن يزيد.
- 744 قام يزيد بن الوليد بانقلاب على ابن عمه الخليفة الأموي الوليد بن يزيد وقتله وتوج الخليفة الأموي الثاني عشر.
- 744 وفاة الخليفة الأموي يزيد بن الوليد بالطاعون وخلفه أخوه إبراهيم بن الوليد الذي لم يبايعه إلا أهل دمشق وتنازل عن الخلافة بعد 70 يوم ل مروان بن محمد آخر الخلفاء الأمويين.
- 750 سقوط الدولة الأموية بعد انتصار الجيش العباسي القادم من خراسان على جيش الخليفة الأموي في معركة الزاب في يناير وتأسيس الخلافة العباسية وعاصمتها بغداد وتولى أول الخلفاء أبو العباس عبد الله السفاح.
- 751 انتصار الجيوش العباسية ضد قوات دولة تانغ الصينية في معركة نهر طلاس في أعالي جبال بامير بالقرب من سمرقند.
- 752 كانت الأندلس ولاية تابعة للخلافة الأموية في  دمشق وانتهى عصر الولاة مع سقوط الدولة الأموية.
- 752 قام بيبان القصير ابن شارل مارتل بانقلاب على آخر ملوك الفرنجة الميروفنجيون شيلديريك الثالث بمساعدة بابا كنيسة روما في نوفمبر مؤسسا السلالة الكارلونجية.
- 754 وفاة الخليفة العباسي أبو العباس عبد الله السفاح في يونيو وخلفه أخوه أبو جعفر المنصور.
- 756 بعد وصول عبد الرحمن الداخل أحد الأمراء الأمويين للأندلس فرارا من العباسيين مع مجموعة من مؤيديه وانتصاره على يوسف الفهري آخر ولاة الأندلس أسس إمارة أموية في الأندلس مستقلة عن دولة الخلافة العباسية.
- 755 بداية ثورة آن لوشان ضد سلالة تانغ الحاكمة والتي دمرت الصين.
- 757 أصبح الملك أوفا ملك مرسيا الحاكم المهيمن في إنجلترا.
- 758 حرق ونهب مدينة غوانزو الصينية من طرف القراصنة الفرس والعرب القادمين من الخليج العربي.
- 760 بداية بناء الهيكل البوذي الإندونيسي الشهير بوروبودور.
- 768 وفاة ملك الفرنجة بيبان القصير في سبتمبر وقـُسمت مملكة الفرنجة بين أبنائه فحصل شارلمان على نوستريا وأكيتانيا وحصل كارلومان على بورغونيا وبروفنس والألزاس وألامانيا.
- 771 وفاة ملك الفرنجة كارلومان الأول في يناير وأصبح شارلمان ملكا وحيدا للفرنجة.
- 772 بداية حرب شارلمان ضد شعوب الساكسون وضم بلادهم ٳلى ممكة الفرنجة.
- 773 سقوط المملكة الفريزية إثر هزيمتها في معركة بورن على يد ملك الفرنجة شارلمان.
- 774 سقوط مملكة لومبارديا على يد ملك الفرنجة شارلمان وضمها لمملكة الفرنجة.
- 775 وفاة الخليفة العباسي أبو جعفر المنصور سنة وخلفه ابنه أبو عبد الله محمد المهدي.
- 775 وفاة الإمبراطور البزنطي قسطنطين الخامس في سبتمبر وخلفه ابنه ليو الرابع.
- 776 طارد الأغالبة الأمير عبد الرحمن بن رستم الذي فر من القيروان  باتجاه المغرب الأوسط (الجزائر) وأسس الدولة الرستمية وعاصمتها تبهرت.
- 778 حاول ملك الفرنجة شارلمان غزو الأندلس ولكنه لقى هزيمة في معركة ممر رونسفال على أيدي الأندلسيين وقبائل البشكنس في أغسطس.
- 778 تمكن ملك الفرنجة شارلمان من احتلال بافاريا وضمها لمملكة الفرنجة.
- 780 وفاة الأمبراطور البزنطي ليون الرابع في سبتمبر وخلفه ابنه قسطنطين السادس تحت وصاية أمه أيرين الآثينية.
- 785 وفاة الخليفة العباسي أبو عبد الله محمد المهدي وخلفه ابنه أبو محمد موسى الهادي.
- 785 بدأت سلالة تانغ في إرسال مهمات بحرية منتظمة على ساحل شرق إفريقيا، واستغنت عن الوسطاء العرب من التجار البحريين.
- 786 وفاة الخليفة العباسي الرابع موسى الهادي في سبتمبر وخلفه أخوه هارون الرشيد.
- 787 دعت أيرين الآثينية الوصي على الإمبراطور البزنطي لمجمع نيقية الثاني الذي أدان ممارسة تحطيم الأيقونات وأعاد تبجيلها إلى الممارسات المسيحية.
- 788 إدريس بن عبد الله يؤسس الدولة الإدريسية في المغرب ويبني مدينة فاس التي أصبحت عاصمة له.
- 792 انتصار بلغاريا على البيزنطيين في معركة مارسيل، ونهاية نصف قرن من عدم الاستقرار السياسي في بلغاريا.
- 793 أول تقرير مكتوب لغارة الفايكنج التي نُفِّذت على ليندسفارن في شمال إنجلترا.
- 793 نهاية الحروب الفريزية الفرنكية بانهزام الفريزيين بعد آخر ٳنتفاضة لهم.
- 794 بداية فترة هييآن في اليابان هي آخر فترات الحقبة الكلاسيكية في تاريخ اليابان شهدت فترة هييآن رخاء وسيطرة البلاط الإمبراطوري في العاصمة كيوتو على كامل جزر الأرخبيل الياباني.
- 796 ضم ملك الفرنجة شارلمان لبانونيا بعد انتصاره على الآفار.
- 797 أطاحت أيرين الآثينية بابنها الأمبراطور البزنطي قسطنطين السادس في أغسطس وتوجت كأول إمبراطورة لبيزنطة وأول امرأة تحكم في أوروبا.

## شخصيات هامة
- عبد الملك بن مروان (646م-705م) خليفة الدولة الأموية
- هشام بن عبد الملك (724م-744م) خليفة الدولة الأموية
- أبو عبد الله محمد المهدي (745م-785م)
- هارون الرشيد (763م-809م)
- عبد الرحمان الداخل (731م-788م) مؤسس الخلافة الأموية بالأندلس
- جعفر بن محمد الصادق (699م-765م)
- أبو جعفر المنصور (712م-775م)
- شارلمان (742م-814م)
- موسى بن جعفر الكاظم (745م-799م)
- أحمد بن حنبل (780م-855م)
- محمد بن إدريس الشافعي (766م-820م)
- أبو عبد الله محمد الأمين (766م-813م)
- عبد المجيد بن أبي رواد (780م-885م)
- ابن ربن الطبري (770م-870م)
- إبراهيم الموصلي (742م-806م)
- هشام الرضا (756م-796م)
- إدريس الأول (744م-791م)
- إدريس الثاني (793م-828م)
- أبو نواس (750م-810م)
- شوانزونغ إمبراطور تانغ (685م-782م)
- أبو داود الطيالسي (750م-819م)
- عباس بن الأحنف (750م-809م)
- ليون الثالث (750م-816م)
- أبو العتاهية (747م-826م)
- أبو الشيص محمد (747م-811م)
- الواقدي (747 - 823م)
- محمد بن سعد البغدادي (748م-845م)
- الحارث المحاسبي (781م-857م)
- شارل مارتيل (690م-741م)
- محمد بن موسى الخوارزمي (780م-850م)
- أبو العباس عبد الله المأمون (786م-833م)
- الحجاج بن يوسف بن مطر (786م-833م)
- الفضل بن مروان (786م-864م)
- أبو معشر البلخي (787م-886م)
- ابن الزيات (وزير) (789م-847م)
- آدي شانكارا (788م-820م)
- زرياب (789م-845م)
- أبو تمام (796م-843م)
- وو شتيان (624م-705م)
- ذو النون المصري (796م-859م)
- الدارمي السمرقندي (797م-868م)
- أبو عبيد القاسم بن سلام (770م-838م)
- مايكل الثاني (770م-820م)
- فضل بن سهل السرخسي (771م-818م)
- أحمد بن أبي دؤاد (776م-854م)
- سحنون بن سعيد التنوخي (776م-854م)
- الجاحظ (776م-868م)
- محمود بن خداش الطالقاني (776م-864م)
- إسحاق بن راهويه (778م-853م)
- علي بن المديني (778م-849م)
- عبد الرحمن بن رستم (778م-806م)
- لويس الورع (778م-840م)
- إبراهيم بن المهدي (779م-839م)
- يحيى بن معين (774م-847م)
- علية بنت المهدي (777م-825م)
- ديك الجن (777م-849م)
- بيبين من إيطاليا (777م-810م)
- يوحنا بن ماسويه (777م-857م)
- توماس الصقلبي (760م-823م)
- سيبويه (760م-796م)
- الإمبراطور جونين (733م-765م)
- علي بن موسى الرضا (765م-818م)
- إسحق الموصلي (767م-867م)
- جعفر البرمكي (767م-803م)
- أبو الهذيل العلاف (752م-849م)
- بادماسامبهافا (717م-762م)
- أبو عقال الأغلب بن إبراهيم (757م-812م)
- الأصمعي (740م-831م)
- أبو الشمقمق (730م-815م)
- أبو عبد الله المدني (738م-790م)
- ابن السائب الكلبي (737م-819م)
- الكسائي (737م-805م)
- عبد الله ابن المقفع (724م-759م)
- معمر بن المثنى (728م-824م)
- زفر(728م-775م)
- ورش(728م-812م)
- يونس بن حبيب (713م-798م)
- مالك بن أنس (715م-796م)
- دو فو (712م-770م)
- بشار بن برد (714م-784م)
- الإمبراطورة غيميه (660م-721م)
- بيبين القصير (714م-768م)
- الخليل بن أحمد الفراهيدي (718م-789م)
- الإمبراطورة كوكين (718م-770م)
- الإمبراطورة شوتوكو (718م-770م)
- رابعة العدوية (717م-796م)
- الإمبراطور شومو (701م-756م)
- لي باي (701م-762م)
- ابن إسحاق (703م-768م)
- الأوزاعي (707م-774م)
- خالد بن برمك (709م-780م)
- أسطفان الثاني (714م-757م)